# Pyatt (Arkansas)
Pyatt es un pueblo ubicado en el condado de Marion en el estado estadounidense de Arkansas. En el Censo de 2010 tenía una población de 221 habitantes y una densidad poblacional de 66,77 personas por km².

## Geografía
Pyatt se encuentra ubicado en las coordenadas 36°14′59″N 92°50′27″O / 36.24972, -92.84083. Según la Oficina del Censo de los Estados Unidos, Pyatt tiene una superficie total de 3.31 km², de la cual 3.23 km² corresponden a tierra firme y (2.35%) 0.08 km² es agua.

## Demografía
Según el censo de 2010, había 221 personas residiendo en Pyatt. La densidad de población era de 66,77 hab./km². De los 221 habitantes, Pyatt estaba compuesto por el 96.83% blancos, el 0% eran afroamericanos, el 0.45% eran amerindios, el 0% eran asiáticos, el 0% eran isleños del Pacífico, el 0.45% eran de otras razas y el 2.26% pertenecían a dos o más razas. Del total de la población el 0.9% eran hispanos o latinos de cualquier raza.